# Meglenitoromunščina
Meglenoromunščina (vlăhește) ali meglenovlaščina je vzhodnoromanski jezik, podoben aromunščini. Govorijo ga Meglenovlahi na območju Meglen v nekaj vaseh v Almopiji, ki se razteza na meji med grško Makedonijo in Severno Makedonijo. Govorijo ga tudi izseljenci in njihovi potomci v Romuniji ter majhni muslimanski skupnosti v Turčiji in v Srbiji. Velja za ogrožen jezik.
Meglenovlaščina spada med romanske jezike. Natančneje, gre za vzhodnoromanski jezik, ki je nastal po umiku Rimskega imperija z Balkana. Zaradi majhnega števila govorcev in podobnosti z aromunščino, sodobno romunščino in istroromunščino jo nekateri jezikoslovci obravnavajo kot vmesni jezik med romunščino in vlaščino ali aromunščino, pogosto pa ga štejejo bodisi za narečje romunščine, narečje aromunščine ali za samostojen jezik. Meglenovlaščina je bolj sorodna standardni romunščini kot aromunščini. Nanjo so močno vplivali sosednji južnoslovanski jeziki.
Izraz 'Meglenoromunščina' so prvi uporabljali predvsem romunski jezikoslovci, ki so opazili podobnost z romunščino. Meglenovlahi se identificirajo kot vlaș (Vlahi) ali z lokalnimi endonimi, kot sta liumnicean ('iz Liumnița') ali umineț ('iz Uma').